# メルセデス・ベンツ・300SLR
メルセデス・ベンツ・300SLR（Mercedes-Benz 300SLR ）は、ドイツのダイムラー・ベンツが開発し、1955年のスポーツカー世界選手権で使用したスポーツカーである。

## 概要
300SLRは1954年のF1世界選手権に登場したF1マシン、W196をベースにして、スポーツカーに改装したものである。競技種目の違いによる仕様変更点はあるが、シャーシやブレーキ、サスペンションといった基本構造は共通している。
車名の"300"は3リッターエンジン、"SLR"はドイツ語でSport, Leicht, Rennwagen（スポーツ・軽量・レーシングカー）をあらわす。
名称やスタイリングが似ていることから、市販スポーツカー300SLのエボリューションモデルと思われがちだが、関連性は全くない。まぎらわしい名前が付けられたのは、300SLの宣伝広報を兼ねたため、といわれる。
300SLと300SLRが系列関係に無いことは、型式番号からもわかる。300SLのプロトタイプ（1952年のル・マン24時間レースで優勝）は"W194"、1955年から発売された300SLは"W198"である。一方、F1マシンW196は"W196R"、当車は"W196S"である。
1〜10号車（9号車は欠番）の計9台が製作され、メルセデス・ベンツのワークスチームのみが使用した。1〜6、10号車は屋根無しのオープンタイプで、1、2、10号車が開発・練習用、3〜6号車がレース用として使用された。7、8号車は屋根付きのクーペタイプでレースには出走しなかった。

## 特徴

### シャーシ

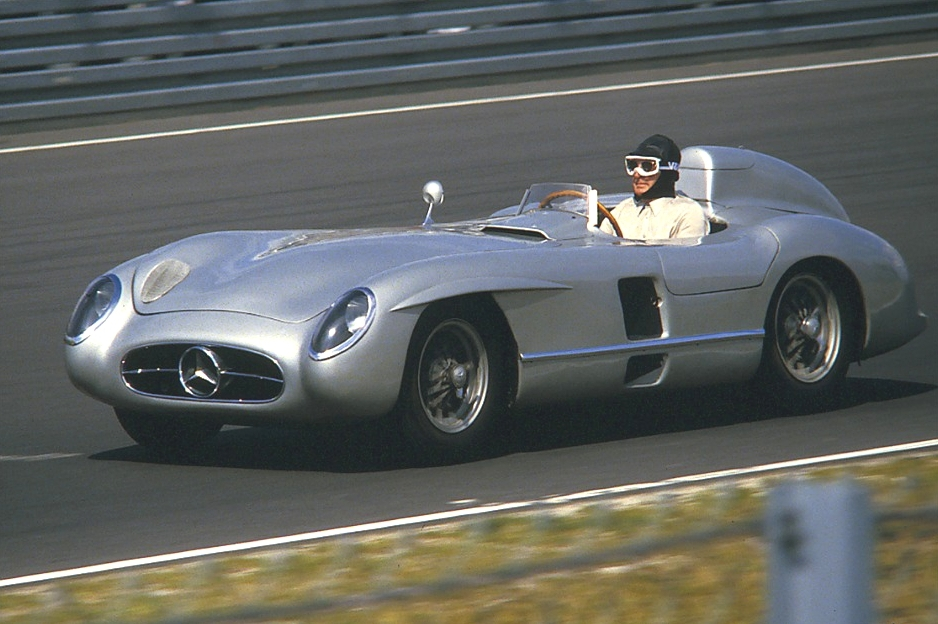
ニュルブルクリンクを走行する300SLR（1986年）

シャーシ構造は20〜25mm径の鋼管を組み合わせたスペースフレームである。ホイールベースは2,370mm、トレッドは前1,330mm / 後1,380mm。W196との違いは単座から2座席への変更、ホイールベースの延長、燃料タンクの大型化とオイルタンクの移設などである。サスペンションは前後独立懸架式で、トーションバー・スプリングの採用と、リアスイングアクスルの一点支持（シングルピボット）が特徴に挙げられる。
前後輪のインボード式ドラムブレーキには大型の冷却フィンが付けられたが、長距離レースではフェード現象の発生によりブレーキロックする恐れがあり、緊急時にはドライバーがコクピットからプランジャーを操作し、ブレーキ内部にオイルを注入してロックを解除するという安全装置を備えていた。

### エンジン
エンジンはW196と同様、直列4気筒を縦に2基並べて直列8気筒としている。右に60度傾けてシャーシに搭載する手法や、ボッシュ製燃料直噴システム、デスモドロミック式バルブ開閉制御などの独自の機構も共通している。エンジンが傾いているためトランスミッションとプロペラシャフトが左側にオフセットしており、操縦席のドライバーはフロアトンネルを跨ぐ格好で着座する。
排気量はF1用の2.5リッターから3リッター（2,979 cc）に拡大された。シリンダーブロックは軽量なアルミ合金製に変更されたが、これはレーシングエンジンとしては初の採用例であった。ボアφ78 mm×ストローク78 mmのスクエアで、圧縮比は9.0 : 1。ピークパワーよりも中低速での扱いやすさを重視しており、最高出力は310PS / 7,500 rpm。また、特殊燃料を使用するF1と違い、オクタン価の低い市販ガソリンの使用にも対応している。
5段ギアボックスは2速以上がシンクロメッシュ。ディファレンシャルギアの背後に設置され一体化している。

### ボディ

#### オープンとクーペ

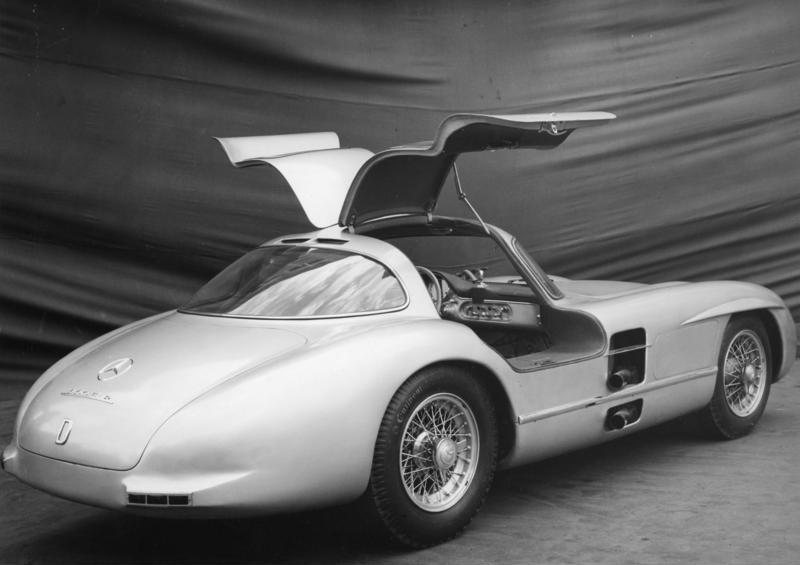
ガルウィングドアを開放した300SLRクーペ

ボディスタイルは当初クーペタイプを予定していたが、ドライバーから「視界が悪い」「熱がこもる」「騒音がひどい」といった反対意見があり、オープンボディでいくことになった。ボディは軽量のマグネシウム合金（エレクトロン）製で、W196の高速サーキット仕様（ストリームライン）と似たフォルムをもつ。ボディサイドに排熱用のエアスクープが空いている点も共通である。ドライバーのみが乗車する場合、サイドシートをトノカバーで覆い、ナビゲーターが同乗する場合は幅広のウィンドスクリーンを装備した。
クーペタイプは300SLと同じく、スペースフレームの構造上ガルウィングドアを採用している。7、8号車はメキシコのカレラ・パナメリカーナ・メヒコ出場用として製作されたが、大会が中止となったため、おもにレース開催地への移動用・練習用に使われた。10号車は1956年用の開発モデルだったが、ワークス活動の休止により陽の目を見なかった。
レース活動休止後、設計者のルドルフ・ウーレンハウトは7号車をプライベートカーにして公道で運転した。このウーレンハウト・クーペはボディ右サイドの排気管に大型のサイレンサーを付けているのが特徴で、1968年の東京モーターショーでメルセデス・ベンツのブースに展示された。

#### エアブレーキ
ル・マン24時間レースが行われるサルテ・サーキットには、全長6kmのユノディエール・ストレートからミュルサンヌ・コーナーに飛び込む急減速地点があり、ブレーキを酷使する状況となる。本番ではその対策として、減速時にドライバーがダッシュボードのレバーを操作すると、ヘッドレストと一体のリアデッキが後方に跳ね上がり、エアブレーキとなる機構を投入した。ギアボックスとリンクして2速にシフトダウンすると自動的に閉じ、仰角も2段階に調節可能という凝った仕掛けであった。

## 1955年シーズンの成績
ダイムラー・ベンツは1954年からF1と並行してスポーツカー世界選手権に参戦する計画だったが、F1のスケジュールに忙殺されて実行できなかった。開発用の1号車はF1イタリアGPのレース後モンツァ・サーキットでテスト走行を行い、W196から3秒落ちというタイムを出した。
実戦用マシンの完成はさらに遅れ、1955年シーズン開幕後も第2戦まで欠場した。この間、ノンタイトルレースのブエノスアイレスGPではW196シャーシに300SLRの3リッターエンジンを搭載して予行演習をしている。
ミッレミリア
300SLRのデビュー戦は4月の選手権第3戦ミッレミリア。4台体制で出場し、スターリング・モス / デニス・ジェンキンソン組（4号車）がファン・マヌエル・ファンジオ（3号車）に30分の差をつけて優勝した（残る2台はリタイア）。平均速度157.7km/hは新記録で、1957年に大会が終了するまで破られなかった。
土地鑑のある地元ドライバーに対抗するため、彼らは入念な試走を行っていた。モータースポーツジャーナリストのジェンキンソンはロールペーパーに記したペースノートを小箱の中で巻き取りながら、コースをナビゲートした。エンジンの爆音で声が通じないため、あらかじめ決めていた手のサインで指示を行った。

ル・マン24時間レース

6月の第4戦ル・マン24時間レースには3台6名体制で出場。ファンジオ / モス組（3号車）がジャガーのマイク・ホーソーン / アイバー・ビューブ組と首位を争った。しかし、ピエール・ルヴェーの乗る6号車が周回遅れと接触して宙を舞い、グランドスタンドの観客80名以上を巻き添えにする大惨事を引き起こした。残る2台はその後も1・3位を走行したが、本社の指示によりレースから撤退した。

ツーリストトロフィー
9月のツーリストトロフィーには3台6名体制で出場し、モス / ジョン・フィッチ組（4号車）が優勝。ジャガーのリタイアによりファンジオ / カール・クリング組（5号車）が2位、ヴォルフガング・フォン・トリップス / アンドレ・シモン組（3号車）が3位と完全優勝を果たす。

タルガ・フローリオ
選手権タイトルを決する10月の最終戦タルガ・フローリオには3台6名体制で出場。モス / ピーター・コリンズ組（4号車）はモスのコースアウトにより一時後退するも、助っ人コリンズの力走によりトップを奪回し優勝。シリーズポイントを24点とし、22点（有効ポイント）のフェラーリを逆転してマニュファクチャラーズ選手権を初制覇した。ファンジオ / クリング組（5号車）は2位、フィッチ / デズモンド・ティタリントン組（3号車）は4位。
そのほか、5月のアイフェル・レンネン（ニュルブルクリンク）、8月のスウェーデンGP（クリスチャンスタード）という非選手権2レースでもファンジオが優勝しており、300SLRは出場6レース中5勝という見事な成績を収めた。チームは1956年シーズンに向けて軽量化したエンジンの開発を進めていたが、本社がレース活動からの全面撤退を発表し、300SLRの活躍は1シーズンのみで終了した。

## 名称の復刻

### SLRマクラーレン

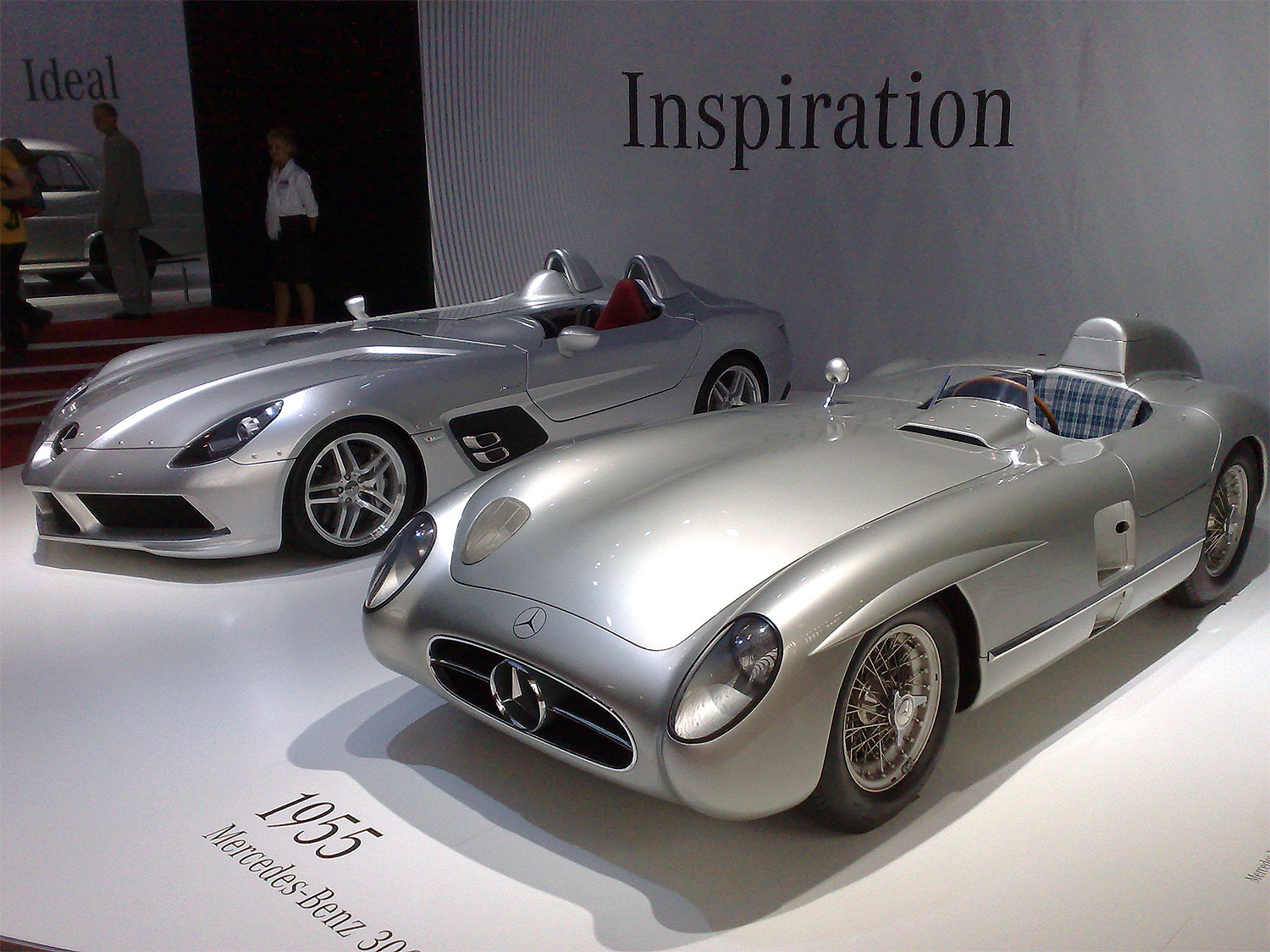
300SLR（手前）とSLRスターリング・モス

2000年代にメルセデス・ベンツとマクラーレンが共同開発した高級スポーツカーSLRマクラーレンには、名称の他にも跳ね上げ式ドア、サイドエグゾースト、エアブレーキといった300SLRへのリスペクトが込められている。
2006年発表の「722エディション」は、ミッレミリアでモス / ジェンキンソン組が付けた車番"722"にちなむもの。ミッレミリアでは出走順にスタート地点の出発時刻を車番にする慣しがあり、"722"は「午前7時22分スタート」を意味する。
2009年発表の最終タイプには「SLRスターリング・モス」の名が付けられ、ボディデザインも300SLRオープンをより意識したものとなった。

### タグホイヤー
2011年、モータースポーツと係わりの深いタグホイヤーはメルセデス・ベンツとコラボレートし、「カレラ300 SLR 1887 クロノグラフ」を限定発売した。バックケースには300SLRのシルエットが刻印されている。

## 史上最高額の車
2022年5月5日、メルセデス・ベンツ博物館で行われたサザビーズのオークションで、2台しか製造されていないクーペの300SLRウーレンハウトクーペが1億3500万ユーロ（180億円超）で匿名の個人コレクターによって落札され、史上最高価格の車の記録を更新した。この車はメルセデス・ベンツが所有するシャーシナンバー00008/55の個体で(別の1台もメルセデス・ベンツが所有)、1955年に製造された2台のうち1台であった。以前に史上最高価格の記録を持っていたのはフェラーリ・250GTOで、2018年に5200万ポンド（約76億円）で売却されていた。300SLRウーレンハウトクーペの落札額は250GTOの価格を2倍以上上回るものであり、オークションでは開始価格の時点で、既に250GTOを上回る金額が提示されていた。メルセデス・ベンツによると落札によって得られた収益は、環境科学や脱炭素の分野で、研究・教育を行うための「メルセデスベンツ基金」の設立に使用される予定である。